# Convento de São Domingos de Lisboa
O Convento de São Domingos de Lisboa situa-se no Largo de São Domingos, na freguesia de Santa Justa, no interior das antigas muralhas de Lisboa.
Foi fundado em 1242 por D. Sancho II, acrescentado depois por D. Afonso III e novamente aumentado por D. Manuel I.
Foi neste mosteiro que o D. João I, Mestre de Avis, a conselho de D. Nuno Álvares Pereira, convocou as cortes de Cortes de Coimbra de 1385
Igualmente aqui que começou o Massacre de Lisboa de 1506.
O terramoto de 1531 arruinou-o muito, o que obrigou a nova reedificação em 1536. Junto à sacristia, no interior, ainda se pode ver parte da sua antiga construção.
Era notável a sua riqueza em alfaias preciosas, havendo uma imagem de prata maciça, que saía em procissão num andor do mesmo metal, alumiada por lâmpadas também de prata. As pinturas dos altares, os paramentos, os tesouros, tudo desapareceu durante outro cataclismo, terramoto de 1755, salvando-se unicamente a capela-mor, mandada fazer por D. João V e riscada pelo arquitecto João Frederico Ludovice.
A velha Igreja de São Domingos ficava junto à ermida de Nossa Senhora da Escada, também conhecida por Nossa Senhora da Corredoura, por ficar próximo do sítio deste nome, atualmente a Rua das Portas de Santo Antão, e cuja construção datava dos princípios da monarquia.
A sua capela (Igreja de São Domingos) resistiu e foi reconstruída após o Terramoto de 1755, sob a direção de Carlos Mardel arquitecto Manuel Caetano de Sousa (1738-1802). O portal foi reaproveitado e veio da capela real do Palácio da Ribeira, assim como a sacada que encima o portal.
O Convento foi extinto em 1834.
Em 13 de agosto de 1959, um violento incêndio destruiu por completo a decoração interior da igreja, onde constavam altares em talha dourada, imagens valiosas e pinturas. A igreja recebeu obras e reabriu ao público em 1994, sem esconder as marcas do incêndio, como as colunas rachadas. Ainda que destruída, é uma igreja que sobressai pela policromia dos seus mármores.
Actualmente é a sede paroquial da freguesia de Santa Justa e Santa Rufina, em plena Baixa Pombalina e foi classificada como Monumento Nacional. Expõe metade do lenço usado por Lúcia no dia 13 de Outubro de 1917 (a outra metade encontra-se no Santuário de Nossa Senhora de Fátima, em Fátima) e ainda o terço usado por Jacinta Marto no mesmo dia.
A 21 de Março de 1994, a Ordem dominicana inaugura um novo Convento de São Domingos de Lisboa, situado na rua de João Freitas Branco, junto ao Alto dos Moinhos, obra dos arquitectos José Fernando Gonçalves e João Paulo Providência.